# Кашеваров, Анатолий Николаевич
Анато́лий Никола́евич Кашева́ров (19 апреля 1952, Белёв, Тульская область) — советский и российский историк. Доктор исторических наук (1998). Заслуженный работник высшей школы Российской Федерации (2006).
Изучает государственно-церковные отношения в новейшей истории России, историю Русской православной церкви в XX веке, церковную печать и русское церковное зарубежье.

## Биография
Окончил с золотой медалью среднюю школу в Белёве и при конкурсе среди абитуриентов в 12 человек на одно место поступил на исторический факультет Ленинградского государственного университета, который окончил в 1974 году с отличием по специальности «Историк. Преподаватель», после чего преподавал на том же факультете. В 1975—1978 годы — аспирант исторического факультета ЛГУ. В 1980 году на историческом факультете Ленинградского госуниверситета защитил кандидатскую диссертацию «Деятельность Петербургской большевистской организации по развитию политического сознания рабочих : Анализ листковой агитации, конец 1904 г. — октябрь 1905 г.».
В 1979—1993 годах — старший преподаватель, доцент кафедры истории Высшей профсоюзной школы культуры. С 1993 года доцент кафедры истории Санкт-Петербургского государственного политехнического университета.
В 1998 году защитил докторскую диссертацию на тему «Советское государство и Русская Православная Церковь в 1917—1922 гг.».
C 1999 года — профессор кафедры истории Санкт-Петербургского государственного политехнического университета. С 2002 года — профессор кафедры истории журналистики СПбГУ.
С 1997 года по настоящее время — ответственный секретарь журнала «Клио». С 2000 года по настоящее время — член редколлегии военно-исторического журнала «Новый Часовой». С 2001 года по настоящее время — член редколлегии журнала «История Петербурга». С 2001 года по настоящее время — член редколлегии альманаха «Россия в глобальном мире».
14 января 2006 года указом президента Российской Федерации Анатолию Кашеварову присвоено почётное звание «Заслуженный работник высшей школы Российской Федерации».

## Публикации
книги
- Государство и церковь: Из истории взаимоотношений Советской власти и Русской православной церкви. 1917—1945 гг. — СПб.: Изд-во СПбГТУ, 1995. — 138 с.
- Государственно-церковные отношения в советском обществе 20-30-х гг. (Новые и малоизученные вопросы). — СПб.: Изд-во СПбГТУ, 1997. — 47 с.
- Церковь и власть : Русская Православная Церковь и первые годы Советской власти. — СПб. : СПбГТУ, 1999. — 327 с.
- Печать Русской Православной Церкви в XX веке: очерки истории. — СПб.: Изд-во СПбГУ; Роза мира, 2004. — 162 с. — ISBN 5-85574-134-6
- Православная российская церковь и Советское государство (1917—1922) : монография. — Москва : Издательство Крутицкого подворья : Общество любителей церков. истории, 2005. — 437 с. — (Материалы по истории церкви; кн. 35).
- Печать Русской Зарубежной Церкви. — СПб.: Роза мира, 2008. — 254 с. — ISBN 5-85574-216-9 — 550 экз.
- Отечественная история. Великая Отечественная война (Русская Православная Церковь в 1941—1945 гг.) : учебное пособие. -СПб.: Изд-во Политехнического ун-та, 2010. — 46 с. — ISBN 978-5-7422-2486-0
- Советская власть и судьбы мощей православных святых. — СПб.: Наука, 2013. — 226 с. — ISBN 978-5-02-038309-8
- История: учебное пособие / под ред. А. Н. Кашеварова, С. Б. Ульяновой. — СПб.: Издательство Политехн. университета, 2013. — 176 с.
  - История: учебное пособие /под ред. А. Н. Кашеварова, С. В. Кулика, С. Б. Ульяновой. — СПб.: Изд-во Политехн. университета, 2016. — 156 с.
- История. Материалы специальных курсов. Учебное пособие. /под ред. А. Н. Кашеварова, А. В. Гринева. СПб.; Изд-во Политехнич. ун-та, 2017. — 122 с.
- СССР во Второй мировой войне. Цена Победы: жертвы, подвиг, единение — Санкт-Петербург. Изд-во Политехнического университета, 2018. — 320 с. (в соавторстве с Б. Н. Ковалёвым, С. В. Кулик, А. Н. Кашеваров, А. А. Михайлов)

статьи
- Социал-демократические листовки в произведениях В. И. Ленина 1905 г. // Лениниана: продолжение поиска. Лениздат, 1987. — C. 76-81
- Кампания Советской власти по вскрытию святых мощей в 1918—1920 гг. // Церковь и государство в русской православной и западной латинской традициях: материалы конференции 22-23 марта 1996 г., Санкт-Петербург / Ин-т философии в Ганновере; Русский Христианский гуманитарный ин-т (22-23 марта 1996 г. ; Санкт-Петербург). — СПб. : РХГИ, 1996. — 203 с. — С. 77-97
- Высшее церковное управление Русской Православной Церкви в период Гражданской войны // Новый часовой. 1998. — № 6—7.
- К вопросу о судьбе православных монастырей в первые годы Советской власти // Нестор: ежеквартальный журнал истории и культуры России и Восточной Европы. — СПб.; Кишинев: Нестор-История. — 444 c. — 2000. — № 1. — С. 331—342
- Высшее церковное управление в 1918—1922 гг. // История Русской Православной Церкви в XX веке (1917—1933 гг.). Материалы конференции в г. Сантендре (Венгрия) 13-16 ноября 2001. — Петрозаводск: Издание Обители Преп. Иова Почаевского в Мюнхене, 2002. — С. 16—69
- Экономические взгляды В. А. Левшина // Белёвские чтения. — М., 2002. — Вып. 2. — С. 81-86.
- Временные церковные управления на территориях, занятых белыми Архивная копия от 10 ноября 2018 на Wayback Machine // История Русской Православной Церкви в XX веке (1917—1933 гг.). Материалы конференции в г. Сантендре (Венгрия) 13-16 ноября 2001. — Петрозаводск: Издание Обители Преп. Иова Почаевского в Мюнхене, 2002. — С. 70—92.
- Священномученик Вениамин, митрополит Петроградский и Гдовский // Небесные покровители Санкт-Петербурга: сборник / сост. О. С. Надпорожская. — СПб. ; М.: Нева : ОЛМА-Пресс, 2003. — 342 с. — C. 246—268
- Разработка на Соборе официальной позиции Церкви в отношении советской власти и ее религиозной политики // Церковь и время: научно-богословский и церковно-общественный журнал. 2003. — № 4 (25). — С. 132—163
  - Разработка на Поместном Соборе 1917-1918 гг. официальной позиции Православной Церкви в отношении советской власти и ее религиозной политики // Вестник Санкт-Петербургского университета. История. — 2007. — № 2. — С. 48—60.
  - Разработка на Поместном Соборе официальной позиции Церкви в отношении советской власти и её религиозной политики // 1917-й: Церковь и судьбы России. К 90-летию Поместного Собора и избрания Патриарха Тихона — г. Москва, — 2008. — С. 94—106
- В. А. Левшин и начало белевского краеведения // Белевские чтения. — М., 2004. — Вып. 4. — С. 15—19.
- Финансово—экономическое положение Русской Православной Церкви в условиях революционных потрясений и гражданской войны // XVII ежегодная богословская конференция Православного Свято-Тихоновского гуманитарного университета: (9-11 октября 2006 г. и 25-27 января 2007 г.: материалы). — Т. 1. Осенняя сессия (9-11 октября 2006 г.). — М., 2007. — С. 213—218.
- «Церковные ведомости. Издаваемые при Архиерейском Синоде» — первый официальный печатный орган Русской Зарубежной Церкви // XVIII ежегодная богословская конференция православного Свято-Тихоновского гуманит. ун-та. — Т. 1. — М., 2008. — С. 255—262;
- Русская Зарубежная Церковь: основные вехи истории // Научнотехнические ведомости СПбГПУ: Основной выпуск. — 2008. — № 5 (66). — С. 127—136
- Визит митрополита Кирилла в Санкт-Петербургский государственный политехнический университет // Научно-технические ведомости Санкт-Петербургского государственного политехнического университета, 2008. — № 66. — С. 171—174 (в соавторстве с Н. П. Шаплыгиным)
- «Православная Русь» — «церковнообщественный орган» Русской Православной Церкви за границей // Вестник Русской Христианской Гуманитарной Академии. — 2009. — Т. 10. — Вып. 1. — С. 75—88
  - «Православная Русь» — «церковнообщественный орган» Русской Православной Церкви Заграницей // Покровские чтения в Брюсселе. — Вып. 1-2. — М.; Брюссель: Ассоциация Святой Троицы Московского Патриархата; Екатерининский мужской монастырь, 2017. — С. 85—101.
- «Помни, что ты русский» — под таким лозунгом русское зарубежье постаралось сохранить память о родине // Благовестник. — 2009. — № 1—3. — С. 43—48;
- Русские эмигрантские исследователи и публицисты о государственно-церковных отношениях первых лет Советской власти // Историография и источниковедение отечественной истории. Сборник научных статей. — Выпуск 5. СПб.: Скифия, 2009. — С. 620, 581—590
- Иерархи Русской Православной Церкви — Почетные доктора СПбГУ // История Санкт-Петербургского политехнического университета в контексте истории отечественной и мировой науки и образования. Сборник материалов международной научно-теоретической конференции — СПб., — 2009. — С. 16—25
- Церковная печать в годы Великой Отечественной войны // Клио: Журнал для ученых. 2010. — № 2 (49). — С. 156—159
  - Церковная печать в годы Великой Отечественной войны // Церковь и Война: цена победы — взгляд поколений. Сборник материалов III Международной конференция. СПб., 2016. — С. 137—147.
- Тенденции в освещении современной печатью церковной жизни 1941—1945 гг. // Средства массовой информации в современном мире: Петербургские чтения. Тезисы научно-практической конференции 21 — 22 апреля 2010 г. — г. СПб., 2010.
  - О некоторых тенденциях в современной публицистике и научно-популярной литературе при освещении церковной жизни в годы Великой Отечественной войны // Научно-технические ведомости СПбПУ. Естественные и инженерные науки. — 2010. — № 3 (106). — С. 236—243.
  - О некоторых тенденциях в современной публицистике и научно-популярной литературе при освещении церковной жизни в годы Великой Отечественной войны // Публицистика в кризисный период: проблемы истории, теории, языка. Материалы научно-практической конференции Великий Новгород, 7-8 октября 2010 — Великий Новгород, — 2010. — С. 117—132
- Экономический аспект антицерковной кампании советского государства. 1958-1964 гг. // Новейшая история России. — 2011. — № 1. — С. 123—129.
- Патриарх Тихон и митрополит Антоний: сравнительно-исторический анализ их позиции и взаимоотношений в период Гражданской войны и в начале русской церковной смуты // Клио. — 2011. — № 4 (55). — С. 142—149; № 6. — С. 112—119.
  - Патриарх Тихон и митрополит Антоний в период гражданской войны и в начале русской церковной смуты // Митрополит Антоний (Храповицкий). Архипастырь русского рассеяния: Материалы конференции. — Foundation of Russian History. Jordanville, 2014. — С. 288—330;
- Церковная печать Петрограда в период революционных потрясений 1917—1918 гг. // Триста лет печати Санкт-Петербурга : Материалы международной научной конференции. Санкт-Петербург. 11-13 мая 2011 года. — Санкт-Петербург : Государственный музей истории Санкт-Петербурга, 2011. — С. 459—465.
  - Церковная печать Петрограда в период революционных потрясений 1917—1918 гг. // История Петербурга, 2012. — № 2 (66). — С. 50-56
- Современное состояние Русской Православной Церкви // Научно-технические ведомости Санкт-Петербургского государственного политехнического университета, 2011. — № 1 (118). — С. 168—177.
- «Церковные ведомости, издаваемые Архиерейским Синодом», как источник изучения начальной истории Русской зарубежной церкви // Средства массовой информации в современном мире. Петербургские чтения — г. СПб., — 2012. — С. 308—311
- «Православная Русь» — ведущее периодическое издание Русской зарубежной Церкви // Эмигрантика. Периодические издания русского зарубежья. Вопросы источниковедческой критики. Тр. междунар. конф. — СПб.: Изд-во СПбГУ, 2012. — С. 420—438;
- К вопросу о тактической линии советских органов в отношении Православной Церкви в начале 1920-х гг // Клио, 2012. — № 6. — С. 55-58
- Частичное возрождение церковной печати в контексте патриотической деятельности Московской Патриархии в период Великой Отечественной войны 1941—1945 гг. // Казанский собор — храм и памятник российской воинской воинской славы — г. СПб., — 2012.
  - Частичное возрождение и особенности церковной печати в 1940-е годы // Христианское чтение. — 2016. — № 4. — С. 191—204. — doi:10.24411/1814-5574-2016-00053.
- Разработка советскими органами тактической линии в отношении Православной Церкви в период окончания Гражданской войны и перехода к нэпу // Научно-технические ведомости Санкт-Петербургского государственного политехнического университета, 2012. — № 148. — С. 100—105
- Юбилей замечательного ученого и педагога Л. П. Громовой // КЛИО, 2012. — № 6 (66). — С. 151
- Попытка захвата большевиками Александро-Невской лавры в январе 1918 г. // История Петербурга, 2013. — № 1 (68). Архивная копия от 11 июля 2019 на Wayback Machine — С. 31—36.
- Судьба мощей Александра Невского в советское время // Сохранение историко-культурного наследия — будущее Санкт-Петербурга — СПб., 2013.
- Проблема возвращения мощей православных святых в период сталинской религиозной «оттепели» 1943—1948 гг. // Российская государственность: власть и общество в ХХ вепке: Тезисы докладов международной научной конференции 30 — 31 мая 2013 г. — СПб., 2013.
- Пропагандистский аспект антицерковной кампании 1958—1964 гг. // Истина и диалог: Сборник материалов ХIII Свято-Троицких ежегодных международных академических чтений в Санкт-Петербурге 21 мая — 1 июня 2013 г., — 2013.
- Связующая нить прошлое и настоящее // Клио: Журнал для учёных, 2013. — № 2 (74). — С. 133—134
- Священник и публицист Григорий Спиридонович Петров: Историко-биографический очерк // Санкт-Петербургский государственный политехнический университет в истории России ХХ-начала XXI в. : сб. материалов Международной научно-практической конференции (30 октября 2012). — СПб.: Издательство СПбГПУ, 2013. — 294 с.
- Духовное состояние западного мира в восприятии идеологов и публицистов Русской Зарубежной Церкви 1950–1970-х гг // Новейшая история России: междисциплинарный научно-теоретический журнал. — 2013. — № 1 (6). — С. 105—115.
- Русская Православная Церковь накануне прихода большевиков к власти // Российский социум: прошлое, настоящее, будущее. СПб.: Издательство Политехнического университета, 2014. — С. 119—133.
- К вопросу о деятельности высшего управления Русской православной церкви в конце 1920-х — первой половине 1930-х гг. // Научно-технические ведомости Санкт-Петербургского государственного политехнического университета. Общество. Коммуникация. Образование. — 2014. — № 1 (191). — С. 207—214.
- Судьба мощей преподобного Сергия Радонежского в контексте «мощейной эпопеи» советской власти // Древняя Русь во времени, в личностях, в идеях: альманах. Выпуск 2. Материалы научной конференции «Преподобный Сергий Радонежский: личность в контексте эпохи и история его почитания». Санкт-Петербург, 1-3 октября 2014 г. = Παλαιορωσια : ΕΝ ΧΡΟΝΩ, ΕΝ ΠΡΟΣΩΠΩ, ΕΝ ΕΙΔΕΙ / Отдел по связям с религиозными объединениями администрации Губернатора Санкт-Петербурга, Институт истории СПбГУ ; Отдел по связям с религиозными объединениями администрации Губернатора Санкт-Петербурга, Институт истории СПбГУ. — СПб.; Казань : Санкт-Петербургская православная духовная академия; СПб. : Русская Христианская гуманитарная академия, 2014. — 214 с. — С. 121—140
- Церковная жизнь на страницах «Журнала Московской Патриархии» (1931—1935 гг.) // Клио: Журнал для ученых 2015. — № 2 (98). — С. 60—65.
- Государственно-церковные отношения в период «Перестройки» 1985—1991 гг. // Научно-технические ведомости Санкт-Петербургского государственного политехнического университета. Общество. Коммуникация. Образование. — 2015. — № 1 (215). — С. 109—115.
- Вклад Русской православной церкви в победу в Великой Отечественной войне 1941—1945 гг. // Научно-технические ведомости СПбГПУ: Гуманитарные и общественные науки. 2015. — № 3 — 2 (227). С. 143—149.
- Журнал «Русское возрождение» — орган Комиссии по подготовке празднования в русском зарубежье 1000-летия крещения Руси // Век информации. 2015. — № 3 (S4). СПб., 2015. — С. 174—177.
  - Журнал «Русское возрождение» и Комиссия по подготовке празднования в русском зарубежье 1000-летия крещения Руси // Древняя Русь во времени, личностях, в идеях. Альманах. СПб.—Казань, 2015. — Вып. 3. — С. 258—267.
- Монастырская благотворительность в период Первой мировой войны // Россия в глобальном мире. Альманах. СПб., 2015. — № 6 (29). — С. 129—137
- «Журнал Московской Патриархии» в 1931—1935 гг. // Роль Русской Православной Церкви в становлении и развитии Российской государственности: материалы всероссийской научно-практической конференции 20 ноября 2014 г., г. Ярославль. Ярославль, 2015. — С. 458—469.
- Церковная жизнь в период Великой Отечественной войны: мифы и реальность // «Церковь и война»: Сборник материалов всероссийской конференции СПб., 2015. — С. 77-83.
- The Contribution of the Russian Orthodox Church in the Victory in the Great Patriotic War of 1941—1945 // Journal of Tsinghua university (Philosophy and Sciences). 2015. — № 1. — pp. 98–103
- Русское церковное зарубежье в контексте проблемы восстановления единства «Русского мира» // Научно-технические ведомости Санкт-Петербургского государственного политехнического университета. Общество. Коммуникация. Образование. — 2016. — № 1 (239). — С. 28—35.
- Материальное положение православной Церкви в Советской России (1917—1920 гг.) // Российская история. — 2016. — № 5. — С. 92-104
- Актуальные вопросы изучения церковной печати в университетском курсе «История русской журналистики XX века» // Век информации. 2016. — № 2. — С. 235—239.
- Изучение темы «Православная Церковь в истории России» в базовом курсе «История» в техническом вузе // Гуманитарная образовательная среда в техническом вузе. Материалы Международной научно-методической конференции, посвященной 25-летию Гуманитарного института Санкт-Петербургского политехнического университета Петра Великого. СПб.: Изд-во Политехнического университета, 2016. — С. 149—151.
- Изменение религиозной политики советского государства в период Великой Отечественной войны: реальность и мифы // Россия в глобальном мире. Альманах. № 8 (31). СПб.: Из-во Политехнич. университета, 2016. — С. 405—419.
- Журнал «Церковные ведомости» в первые месяцы Советской власти // Век информации. 2017. — Т. 1. № 2. — С. 33—34.
- Внутренний строй жизни Соловецкого монастыря // Арктика: История и современность. Труды международной научной конференции 20 — 21 апреля 2016 г. СПб., 2016. — С. 135—141.
- Журнал «Православный христианин» — орган Псковской православной миссии в 1942—1944 гг. // Династия князей Гагариных — пример служения России: Труды юбилейной научно-практической конференции, посвященной 160-летию со дня рождения А. Г. Гагарина, первого директора Политехнического института 12 — 13 мая 2016 г. СПб.: Изд-во Политехнич. университета, 2016. — С. 80 — 87.
- Высшее православное духовенство на Соловках во второй половине 1920-х годов // Арктика: история и современность: труды второй международной научной конференции (Часть I). 19-20 апреля 2017 г. Санкт-Петербург / отв. ред. доктор экономических наук, проф. Н. И. Диденко. — СПб.: Медиапапир, 2017. — 405 с. — C. 35-43
- Митрополит Григорий (Чуков) и воссоздание духовных школ в Ленинграде в 1944 – 1946 гг // Научно-технические ведомости Санкт-Петербургского государственного политехнического университета. Общество. Коммуникация. Образование. — 2017. — № 1. — С. 19—25.
- Петроградская синодальная типография в 1917 году // Христианское чтение. — 2017. — № 6. — С. 242—250. — doi:10.24411/1814-5574-2017-00135.
- Православная журналистика Петрограда в 1917—1919 гг. // «Актуальные вопросы современного богословия и церковной науки». Материалы VIII международной научно-богословской конференции, посвященной 70-летию возрождения Санкт-Петербургской Духовной Академии. СПб., 2017. — С. 260—269.
- Позиция патриарха Тихона в Гражданской войне 1918—1920 гг. // Революция 1917 года в России: события и концепции, последствия и память. Материалы Международной научно-практической конференции. Санкт-Петербург, 11-12 мая 2017 г. СПб., 2017. — С. 484—493.
- Поместный собор Русской православной церкви и советская власть в ноябре — декабре 1917 года // Научно-технические ведомости Санкт-Петербургского государственного политехнического университета. Общество. Коммуникация. Образование. — 2018. — № 1. — С. 14—21.
- Издательская деятельность монашеского братства преподобного Иова Почаевского в 1923–1944 гг. в Словакии. К 95-летию основания // Христианское чтение. — 2018. — № 5. — С. 225—236. — doi:10.24411/1814-5574-2018-10123.
- Вопрос о возвращении мощей святых Русской православной церкви в контексте сталинской религиозной оттепели // Вестник Санкт-Петербургского университета. История. — 2018. — № 1. — С. 122—135.
- Становление и особенности религиозной политики Советского государства в 1917—1918 гг. // Клио: Журнал для ученых. 2018. — № 2 (134). — С. 50—54.
- Патриарх Тихон и гражданская война 1918–1920 годов // Христианское чтение. — 2019. — № 2. — С. 189—195. — doi:10.24411/1814-5574-2019-10038.
- Церковная проповедь в XVIII — первой половине XIX века: особенности эволюции // Научно-технические ведомости Санкт-Петербургского государственного политехнического университета. Общество. Коммуникация. Образование. — 2019. — № 1. — С. 7—17.
- Поместный собор 1917—1918 гг. и отношение православной Церкви к советской власти и ее религиозной политике // Российская история. — 2019. — № 1. — С. 179—190
- 1917 год в судьбе Петроградской синодальной типографии // Свет Христов просвещает всех: альманах Свято-Филаретовского института. — 2019. — Вып. 29 — С. 80-93
- Становление периодической печати обновленческого раскола // Христианское чтение. — 2020. — № 1. — С. 174—181. — doi:10.24411/1814-5574-2020-10014.